# 아이엘
《아이엘》(영어: Ignis Lore:soul bringer)은 엔플레버에서 개발한 대규모 다중 사용자 온라인 롤플레잉 게임이다. 2010년 7월 8일에 정신 서비스를 개시하였다.
아이엘(Ignis Lore)의 첫 개발 발표는 2007년 8월에 있었으나 긴 공백 기간 끝에 아이엘:소울브링거(IL)라는 명칭으로 2009년 3월에서야 첫 클로즈베타 테스트를 실시했다. 2014년 6월 30일에 서비스가 종료되었다.
아이엘 개발진중 샤이닝 로어 시절 일부 스탭이 있다는 이유로 1차 클로즈베타 테스트때는 테스트 서버가 지속적으로 폭주할 정도로 많은 주목을 받은 바 있다.
또 대한민국 온라인 게임으로서는 최초로 시도되는 특별한 커뮤니티 구조도 게이머 사이에서 많은 회자가 되고있는 부분이다. 아이엘의 커뮤니티 구조는 공식 사이트에 게시판을 생성하지 않고 독립적으로 운영되는 팬사이트의 글들을 직접 링크시키는 방식이며 외국 게임계에서 흔히 볼 수있던 팬페이지를 적극 지원하는 매니지먼트 방식으로 아이엘 유저들 사이에서 각광받고 받았다.

## 연혁
- 게임 웹진을 통한 개발 발표 - 2007년 8월 30일
- 공식 티저 사이트 릴리즈 - 2009년 3월 24일
- 클로즈 베타 테스트
  - 1차: 2009년 3월 27일 ~ 3월 29일
  - 2차: 7월 22일 ~ 7월 26일
  - 3차: 11월 18일 ~ 11월 22일
- 오픈 베타 테스트
  - 2010년 5월 26일
- 정식 오픈
  - 2010년 7월 8일
- 서비스 종료
  - 2014년 6월 30일

## 아이엘 이용자 연령대
아이엘은 애초,10대 유저를 타깃으로 개발되어왔으나 실제 아이엘 팬사이트 '옴니버스'의 회원 통계에 따르면 10대유저가 30%내외,20대유저가 50%를 넘어서며 연령대의 주를 이루고 있다. 샤이닝 로어 이후 시간이 많이 흐른만큼 샤이닝로어를 기억하는 유저들도 어느새 10대를 넘어서 20~30대의 나잇대를 넘어선게 주원인으로 꼽히고있다.

## 포스트 모던 RPG
현대라는 뜻과 함께 대량 생산이라는 뜻도 함유하고 있는 모던에 거부한다는 뜻에서 아이엘은 포스트 모던RPG라는 캐치프라이즈를 선택했다
MO의 형식,MMO의 형식을 모두 띄고있고 그 틀을 무너뜨리는 게임성을 갖추고있기에 아이엘의 장르명은 포스트 모던 RPG.

## 스탭진
- 온라인 게임 샤이닝 로어시절 판타그램에서 근무한 일부 개발진이 아이엘 개발에 참여했다.
- 온라인 게임 요구르팅의 원화를 담당한 김안나 일러스트 레이터도 아이엘 개발에 참여했다.
- 그외 자체 개발 엔진을 사용하는등 유명 RPG게임 개발 경험이 있는 베테랑 개발진들이 프로젝트에 참여하고있다.